# David S. Walker

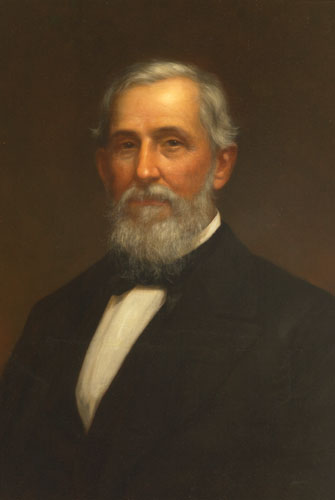
David S. Walker

David Shelby Walker (* 2. Mai 1815 bei Russellville, Logan County, Kentucky; † 20. Juli 1891 in Tallahassee, Florida) war ein US-amerikanischer Jurist und Politiker und von 1865 bis 1868 der achte Gouverneur des Bundesstaates Florida.

## Frühe Jahre und politischer Aufstieg
David Walker wuchs in Kentucky auf und besuchte dort die Grundschulen. Im Jahr 1837 zog er nach Florida, studierte Jura und ließ sich im Leon County als Rechtsanwalt nieder. Seit 1845, dem Jahr, in dem Florida offizieller Bundesstaat der USA wurde, war Walker politisch aktiv. Damals wurde er in den Senat des Staates gewählt. Von 1848 bis 1849 saß er im Repräsentantenhaus von Florida. Zwischen 1849 und 1854 war er mit der Verwaltung des staatlichen Lands in Florida betraut. Von 1851 bis 1859 war er als Schulminister des Staates tätig. In dieser Eigenschaft setzte er sich sehr für den Ausbau der freien öffentlichen Schulen ein. Außerdem war er eine Zeitlang Bürgermeister von Tallahassee sowie von 1858 bis 1865 Richter am Obersten Gerichtshof von Florida. Im Jahr 1856 bewarb er sich erfolglos um das Amt des Gouverneurs. Im Vorfeld des Bürgerkrieges war er ein Gegner der Sezession. Als sich Florida aber zu diesem Schritt entschlossen hatte, fügte er sich der Mehrheit.

## Gouverneur von Florida
Ende 1865 wurde er im Rahmen der neuen Verfassung zum achten Gouverneur des Staates gewählt und von Präsident Andrew Johnson in diesem Amt bestätigt. Diese Bestätigung war notwendig, weil Florida nach wie vor unter Besatzungsrecht stand. Seine Amtszeit währte bis zum 4. Juli 1868. Als Gouverneur hatte er einen schweren Stand. Er versuchte eine neue zivile Verwaltung aufzubauen. Seine Regierung litt aber unter dem Konflikt zwischen den radikalen Republikanern und Präsident Johnson im fernen Washington, die sich auch in der Florida-Frage nicht einigen konnten. Damit waren seine Machtbefugnisse umstritten und die eigentliche Macht in Florida lag zumindest zeitweise in den Händen der Militärs. Trotzdem war Walker auf dem Gebiet des Schulwesens erfolgreich. Es gelang ihm, das öffentliche Schulsystem wieder zu beleben. Gegen Ende seiner Amtszeit im Jahr 1868 wurde eine neue Verfassung für Florida verabschiedet, die dann später auch allgemeine Zustimmung der US-Behörden fand. Unter den Bestimmungen dieser neuen Verfassung wurde Harrison Reed zum neuen Gouverneur gewählt. Mit dessen Amtseinführung am 4. Juli 1868 endete die Amtszeit Walkers.

## Weiterer Lebenslauf
Nach dem Ausscheiden aus dem Amt des Gouverneurs war Walker wieder als Anwalt tätig. Im Jahr 1878 wurde er als Richter an einen Bezirksgericht in Florida berufen. Dieses Amt bekleidete er bis zu seinem Tod im Jahr 1891.